# Llebre antílop
La llebre antílop (Lepus alleni) és una espècie de llebre que viu als estats sud-occidentals dels Estats Units (Arizona, Nou Mèxic i Califòrnia) i el nord de Mèxic.
L'espècie fou anomenada en honor del zoòleg i ornitòleg estatunidenc Joel Asaph Allen.